# Carl Wilhelm von Gümbel
Carl Wilhelm von Gümbel, född 11 februari 1823 vid Dannenfels, död 18 juni 1898 i München, var en tysk geolog.
Gümbel utnämndes 1850 till bergmästare och deltog från 1851 i Bayerns geologiska undersökning. År 1863 blev han professor vid universitetet i München, 1868 även professor i geologi vid tekniska högskolan där, 1869 ledamot av överbergamtet och 1879 med titeln oberbergdirektor chef för detsamma. År 1882 upphöjdes han i adligt stånd.